# Kasachischer Fußballpokal 1996
Der Kasachische Fußballpokal 1996 war die fünfte Austragung des Pokalwettbewerbs im Fußball in Kasachstan nach der Unabhängigkeit von der Sowjetunion. Pokalsieger wurde der FK Qairat Almaty, der sich im Finale gegen Wostok Öskemen durchsetzte.

## Modus
Außer im Finale wurde der Sieger in Hin- und Rückspiel ermittelt. Bei Torgleichheit entschied zunächst die Anzahl der auswärts erzielten Tore, danach eine Verlängerung und schließlich das Elfmeterschießen.

## 1. Runde
| Datum             |                     | Gesamt |                 | Hinspiel | Rückspiel |
| ----------------- | ------------------- | ------ | --------------- | -------- | --------- |
| 07.05.1996/–      | Kainar Taldyqorghan | 6:0    | Bolat Temirtau  | 1 3:0 1  | 1 3:0 1   |
| 07.05.1996/–      | FK Qairat Almaty    | 6:0    | Zelinnik Aqmola | 2 3:0 2  | 2 3:0 2   |
| 07.05./14.05.1996 | Gornjak FK Chromtau | 1:4    | Tobol Qostanai  | 1:0      | 3 0:3 3   |

## Achtelfinale
| Datum             |                          | Gesamt |                        | Hinspiel | Rückspiel |
| ----------------- | ------------------------ | ------ | ---------------------- | -------- | --------- |
| 06.05./07.06.1996 | Schachtjor Qaraghandy    | 3:2    | FK Aqtöbemunai         | 3:1      | 0:1       |
| 07.05.1996        | Schiger Schymkent        | 0:6    | Tobol Qostanai         | 4 0:3 4  | 4 0:3 4   |
| 07.05./09.06.1996 | Munaischy Aqtau          | 4:1    | Batyr Ekibastus        | 3:0      | 1:1       |
| 07.05./09.06.1996 | Köksche Kökschetau       | 2:4    | Jenbek Schesqasghan    | 2:1      | 5 0:3 5   |
| 07.05./14.05.1996 | SKIF Ordabassy Schymkent | 0:3    | Wostok Öskemen         | 0:0      | 6 0:3 6   |
| 19.05./06.06.1996 | Ertis Pawlodar           | 4:5    | Jelimai Semipalatinsk  | 4:2      | 0:3       |
| 02.06./20.06.1996 | Kainar Taldyqorghan      | 4:6    | FK Qairat Almaty       | 1:2      | 3:4       |
| 07.06./14.06.1996 | FK Taras                 | 2:4    | Qaisar-Munai Qysylorda | 2:1      | 7 0:3 7   |

## Viertelfinale
| Datum             |                        | Gesamt    |                       | Hinspiel | Rückspiel |
| ----------------- | ---------------------- | --------- | --------------------- | -------- | --------- |
| 21.06./12.07.1996 | Jenbek Schesqasghan    | 3:4       | Jelimai Semipalatinsk | 2:1      | 1:3       |
| 24.07./11.08.1996 | Munaischy Aqtau        | 3:0       | Tobol Qostanai        | 2:0      | 1:0       |
| 06.08./11.08.1996 | FK Qairat Almaty       | 4:2       | Schachtjor Qaraghandy | 4:1      | 0:1       |
| 13.08./17.08.1996 | Qaisar-Munai Qysylorda | (a)3:3(a) | Wostok Öskemen        | 2:2      | 1:1       |

## Halbfinale
| Datum             |                       | Gesamt |                  | Hinspiel | Rückspiel |
| ----------------- | --------------------- | ------ | ---------------- | -------- | --------- |
| 16.11./20.11.1996 | Wostok Öskemen        | 1:5    | Munaischy Aqtau  | 0:1      | 1:4       |
| 16.11./20.11.1996 | Jelimai Semipalatinsk | 3:2    | FK Qairat Almaty | 2:1      | 1:1       |

## Finale
| Datum      |                 | Ergebnis |                       |
| ---------- | --------------- | -------- | --------------------- |
| 25.11.1996 | Munaischy Aqtau | 8 1:2 8  | Jelimai Semipalatinsk |

| Paarung          | FK Qairat Almaty – Wostok Öskemen |
| Ergebnis         | 2:0 (1:0) |
| Datum            | 26. April 1997 |
| Stadion          | Zentralstadion, Almaty |
| Zuschauer        | 2.500 |
| Schiedsrichter   | Qurmanbek Urdabajew |
| Tore             | 1:0 Sergei Klimow (36.) 2:0 Anuar Nissanbajew (66.) |
| FK Qairat Almaty | Wadim Jegoschkin – Bachyt Jensebajew, Almas Qulschymbajew, Pawel Kolotowkin, Anuar Nissanbajew – Serik Scheilitbajew, Aschkat Qadyrkulow (55. Jewgeni Tarasow), Alexei Klishin (86. Andrei Kytscherjawych), Aydyn Raqymbajew (84. Roman Worogowski) – Dmitri Jurist (61. Sabit Apsenbetow), Sergei Klimow (72. Manar Nuftijew) Cheftrainer: Wachid Masudow |
| Wostok Öskemen   | Nikolai Kaljabin – Oleg Lotow, Igor Tschesnokow, Alexander Moskalenko, Witali Koschewnikow (46. Oleg Rylow) – Sergei Salij (64. Alexander Antropow), Jewgeni Sweschnikow, Pawel Jewtejew, Wladimir Kaschtamow (56. Sergei Obriadow) – Rafael Chamidulow, Ruslan Dusmambetow Cheftrainer: Sergei Gorochowodatski                                            |
| Gelbe Karten     | Aydyn Raqymbajew, Jewgeni Tarasow – keine |